# Black Pearl (album)
Black Pearl è il quarto album della Pat Travers Band, pubblicato nel 1982.

## Tracce
1. I La La La Love You – 3:40
2. I'll Rather See You Dead – 4:14
3. Stand Up – 4:30
4. Who'll Take the Fall – 4:17
5. The Fifth – 5:06
6. Misty Morning – 5:11
7. Can't stop the Heartaches – 3:30
8. Amgwanna Kick Booty – 3:27
9. Rocking – 5:36

## Formazione
- Pat Travers – voce, chitarra
- Pat Thrall – chitarra
- Pete Cowling – basso
- Sandy Gennaro – batteria